# Danis pseudochrania
Danis pseudochrania är en fjärilsart som beskrevs av Johannes Karl Max Röber. Danis pseudochrania ingår i släktet Danis och familjen juvelvingar. Inga underarter finns listade i Catalogue of Life.